# Little Waltham
Little Waltham är en by och en civil parish i Chelmsford i Essex i England. Orten har 1 278 invånare (2001).